# Sint-Sarkiskathedraal (Jerevan)
De Sint-Sarkiskathedraal (Armeens: Սուրբ Սարգիս Մայր Եկեղեցի; Surp Sarkis Mayr Yekeghetsi) is een kathedraal in de Armeense hoofdstad Jerevan en de hoofdzetel van het Pauselijk bisdom van Ararat van de Armeens-Apostolische Kerk. De kathedraal bevindt zich aan de linkeroever van de rivier Hrazdan in het district Kentron.

## Geschiedenis

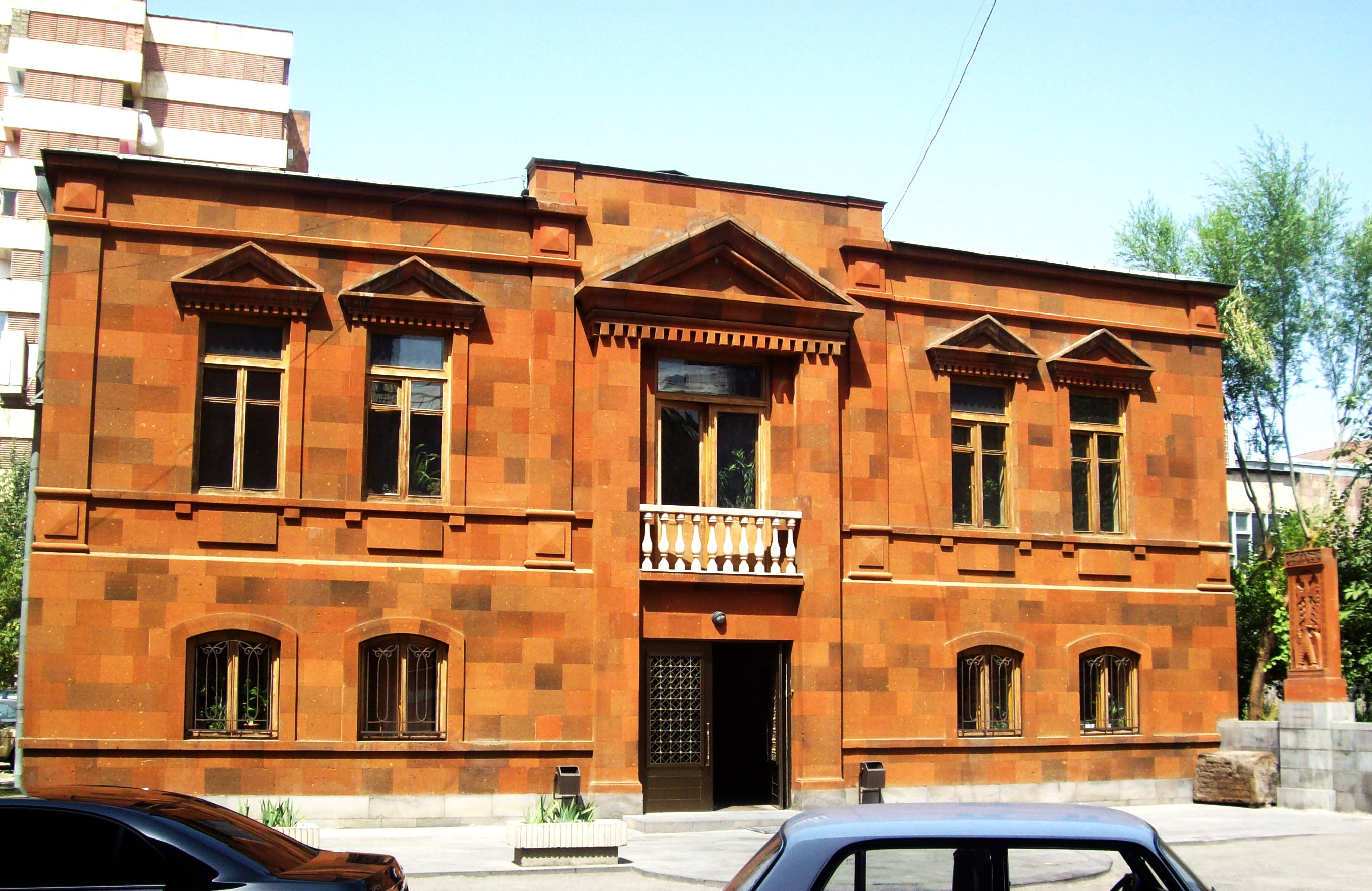
Het prelaatgebouw, ontworpen door architect Artsruni Galikyan

Vroeger stond er in het dorp Dzoragyugh tegenover het oude fort van Erivan op de linkeroever van de rivier Hrazdan een kluizenarij sinds het vroege christelijk tijdperk. Dit ruime complex werd omringd door een hoge versterkte muur en bestond uit de kerken van St-Sarkis, St-Gevork en St-Hakob, de gebouwen van de patriarchale kantoren, een school, een boomgaard en andere gebouwen. De Sint-Sarkiskerk was de officiële zetel van de patriarch, terwijl het klooster de patriarchale herberg voor de gasten was. De kerk en het klooster werden verwoest door een grote aardbeving in 1679 maar heropgebouwd op dezelfde locatie tijdens de heerschappij van Edesatsi Nahabet Catholicos (1691-1705).
Het huidige kerkgebouw werd gebouwd tussen 1835 en 1842. Tijdens de regeerperiode van Vazgen I onderging de kerk een aantal grote renovaties en verbeteringen. Op basis van een plan dat in 1972 door architect Rafayel Israyelian was opgesteld, begonnen de reconstructiewerken van de St-Sarkiskerk met bewaring van het karakter van het oude kerkgebouw. De voorgevel werd bedekt met oranje tufsteen en voorzien van driehoekige nissen. 
Van 1971 tot 1976 werd het interieur van de kerk aanzienlijk verbeterd. Aan het oostelijke deel van de kerk werd een galerij toegevoegd voor het kerkkoor. Het was ook noodzakelijk om de oude koepel en koepeltrommel te verwijderen en deze te vervangen door een veel hogere koepel met een polyhedrale waaiervormige torenspits. De bouw van de klokkentoren werd voltooid in 2000. In 2009 werden op het dak van de kerk zonnepanelen met een vermogen van 2 kW geïnstalleerd.